# Scoglio Nudo Piccolo
Lo scoglio Nudo Piccolo o Goli Piccolo (in croato hrid Mali Goli) è un piccolo isolotto disabitato della Croazia, che fa parte dell'arcipelago delle isole Quarnerine ed è situato a sud dell'isola Calva e a ovest della costa dalmata.
Amministrativamente appartiene al comune di Loparo, nella regione litoraneo-montana.

## Geografia
Nel punto più ravvicinato, lo scoglio Nudo Piccolo dista poco più di 4 km dalla terraferma, dalle parti dell'insediamento di Clada nel comune di Segna. Situato tra il canale di Arbe e il canale della Morlacca, dista 330 m dall'isola Calva.
Lo scoglio Nudo Piccolo è l'ultima propaggine del promontorio all'estremità meridionale dell'isola Calva. Ha una forma allungata ed è orientato in direzione nordovest-sudest. Misura 240 m di lunghezza e 105 m di larghezza massima; possiede una superficie di 0,0134 km² e ha uno sviluppo costiero pari a 0,593 km. Nella parte settentrionale, raggiunge la sua elevazione massima di 9 m s.l.m. Tra lo scoglio Nudo Piccolo e il promontorio si trovano gli isolotti dei Gabbiani (Galebovi otoci).